# Fleur Kemmers
Fleur Kemmers (* 4. Dezember 1977 in Rhenen) ist eine niederländische Numismatikerin und Provinzialrömische Archäologin, die derzeit an der Johann Wolfgang Goethe-Universität Frankfurt am Main forscht und lehrt.

## Werdegang
Nach dem Schulbesuch in Rhenen und Wageningen studierte Kemmers 1996 bis 2000 Europäische Archäologie mit Schwerpunkt Archäologie der römischen Provinzen an der Universität Amsterdam und erlangte dort 2000 den Magistergrad. Anschließend studierte sie Archäologie der römischen Provinzen und Numismatik an der Universität Nijmegen, wo sie 2005 mit der Arbeit Coins for a legion. An analysis of the coin finds from the Augustan legionary fortress and Flavian canabae legionis at Nijmegen promoviert wurde. Anschließend verbrachte sie drei Jahre als Post-Doktorandin in Nijmegen, wo sie seit 2008 auch Lehrveranstaltungen hielt.
Seit Februar 2010 hat sie die Lichtenberg-Nachwuchsprofessur für „Münze und Geld in der griechisch-römischen Antike“ an der Universität Frankfurt inne, die in den ersten fünf Jahren von der Volkswagen-Stiftung finanziert wurde. 2016 wurde ihre Professur in einer reguläre Professur überführt.

## Schriften
Monographien
- Coins for a legion. An analysis of the coin finds from the Augustan legionary fortress and Flavian canabae legionis at Nijmegen (= Studien zu Fundmünzen der Antike. 21). von Zabern, Mainz 2006, ISBN 3-8053-3730-2.

Herausgeberschaft
- mit Mark Driessen, Stijn Heeren, Joep Hendriks und Ronald Visser: TRAC 2008. Proceedings of the eighteenth annual Theoretical Roman Archaeology Conference. Oxbow Books, Oxford 2009, ISBN 978-1-84217-351-0.
- mit Hans-Markus von Kaenel: New perspectives for the interpretation of coin finds (= Coins in Context. 1 = Studien zu Fundmünzen der Antike. 23). von Zabern, Mainz 2009, ISBN 978-3-8053-4091-5.

Aufsätze
- Quadrantes from Nijmegen: small change in a frontier province. In: Schweizerische Numismatische Rundschau. Bd. 82, 2003, S. 17–35.
- Caligula on the Lower Rhine: coin finds from the Roman fort of Albaniana (The Netherlands). In: Revue Belge de Numismatique et de Sigillographie. Bd. 150, 2004, S. 15–49.
- The Roman coin finds from the Augustan legionary fortress and Flavian canabae legionis at Nijmegen, The Netherlands. In: Rahel C. Ackermann, Harald R. Derschka, Carol Mages (Hrsg.): Selbstwahrnehmung und Fremdwahrnehmung in der Fundmünzenbearbeitung. Bilanz und Perspektiven am Beginn des 21. Jahrhunderts. Band 1: Materialien. Tagungsunterlagen (= Untersuchungen zu Numismatik und Geldgeschichte. 6). Éditions de Zèbre, Lausanne 2005, ISBN 2-940351-04-X, S. 83–85.
- Kleingeld aan de grens: Romeinse munten in Nijmegen. In: Hans Bots, Jan Brabers, Paul M. M. Klep, Jan Kuys, Willem Willems, Corrie-Christine van der Woude (Hrsg.): Nijmegen. Geschiedenis van de oudste stad van Nederland. Band 1: Willem Willems, Harry van Enckevort, Jan Kees Haalebos, Jan  Thijssen (Hrsg.): Prehistorie en Oudheid. Inmerc, Wormer 2005, ISBN 90-6611-230-1, S. 226–229, (online).
- Coin circulation in the Lower Rhine area: Deliberate policy or laissez-faire? In: Corneliu Gaiu, Cristian Găzdac (Hrsg.): Fontes Historiae. Studia in honorem Demetrii Protase (= Biblioteca Muzeului Bistriţa. Seria Historica. 12). Bistriţa, Cluj-Napoca 2006, ISBN 973-8915-00-7, S. 735–742.
- A military presence on the Lower Rhine before Drusus’ campaigns: the coin finds of the Augustan legionary fortress at Nijmegen. In: Gustav Adolf Lehmann, Rainer Wiegels (Hrsg.): Römische Präsenz und Herrschaft im Germanien der augusteischen Zeit. Der Fundplatz von Kalkriese im Kontext neuerer Forschungen und Ausgrabungsbefunde (= Abhandlungen der Akademie der Wissenschaften zu Göttingen. Philologisch-Historische Klasse. Folge 3, 279). Vandenhoeck & Ruprecht, Göttingen 2007, ISBN 978-3-525-82551-8, S. 183–200.
- Interaction or indifference? The Roman coin finds from the Lower Rhine delta. In: Aleksander Bursche, Renata Ciolek, Reinhard Wolters (Hrsg.): Roman coins outside the empire. Ways and phases, contexts and functions (= Collection Moneta. 82). Moneta u. a., Wetteren 2008, ISBN 978-90-77297-49-0, S. 93–103.
- Marcus Agrippa and the earliest Roman fortress at Nijmegen: the coin finds from the Hunerberg. In: María Paz García-Bellido, Antonio Mostalac, Alicia Jiménez (Hrsg.): Del imperivm de Pompeyo a la avctoritas de Augusto. Homenaje a Michael Grant (= Anejos de Archivo Español de Arqueología. 47). Consejo Superior de Investigaciones Científicas, Instituto de Historia, Madrid 2008, ISBN 978-84-00-08740-1, S. 165–172.
- From bronze to silver: Coin circulation in the early third century AD. In: Revue Belge de Numismatique et de Sigillographie. Bd. 155, 2009, S. 143–158.
- De Romeinse muntvondsten van het terrein De Hoge Woerd in De Meern (gemeente Utrecht). In: Jaarboek voor Munt- en Penningkunde. Bd. 95, 2009, ISSN 0920-380X, S. 1–64.
- Sender or receiver? Contexts of coin supply and coin use. In: Hans-Markus von Kaenel, Fleur Kemmers (Hrsg.): New perspectives for the interpretation of coin finds (= Coins in Context. 1 = Studien zu Fundmünzen der Antike. 23). von Zabern, Mainz 2009, ISBN 978-3-8053-4091-5, S. 137–156.
- Contexts and phases: suggestions for a new approach to Celtic coins in Roman forts. In: Johan van Heesch, Inge Heeren (Hrsg.): Coinage in the Iron Age. Essays in honour of Simone Scheers. Spink, London 2009, ISBN 978-1-902040-97-4, S. 271–278.
- The use and supply of coins in Roman Nijmegen. In: Willem J. H. Willems, Harry van Enckevort: Vlpia Noviomagvs. Roman Nijmegen. The Batavian capital at the imperial frontier (= Journal of Roman Archaeology. Supplementary Series. 73). Journal of Roman Archaeology, Portsmouth RI 2009, ISBN 978-1-887829-73-1, S. 153–156.